# 菁礐溪
菁礐溪（「礐」），又名碧溪，位於臺灣北部，屬於淡水河水系，為外雙溪的支流，流域分佈於台北市士林區中部偏東。最遠源流為冷水坑溪，發源於七星山旁的冷水坑，流經下過溪（地名）、陳厝、崙子尾、太平尾，於明德樂園附近與內雙溪會合，改稱外雙溪。

## 詞源
「菁」指大菁(又稱山藍)，是一種製作藍染料的植物，「礐」音同「確」，台語意指「坑池」。從前人們常於山中溪邊以石塊堆積成凹池，以便浸泡大菁製作藍色染料，稱為「菁礐」。本溪因上游多菁礐而得名。

## 產業替代道路
沿菁礐溪流域修建的平溪產業道路、平菁街為台北盆地通往陽明山國家公園的孔道之一，陽明山花季交通管制時常作為替代道路之用。